# Теория африканского происхождения человека

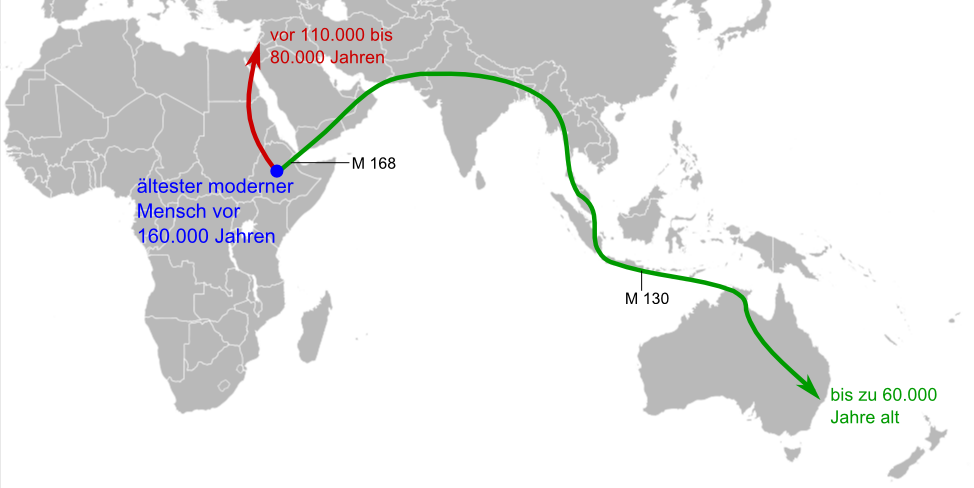
Миграция Homo sapiens на Ближний Восток и в Австралию. M 168 и M 130 — маркеры Y-хромосомы

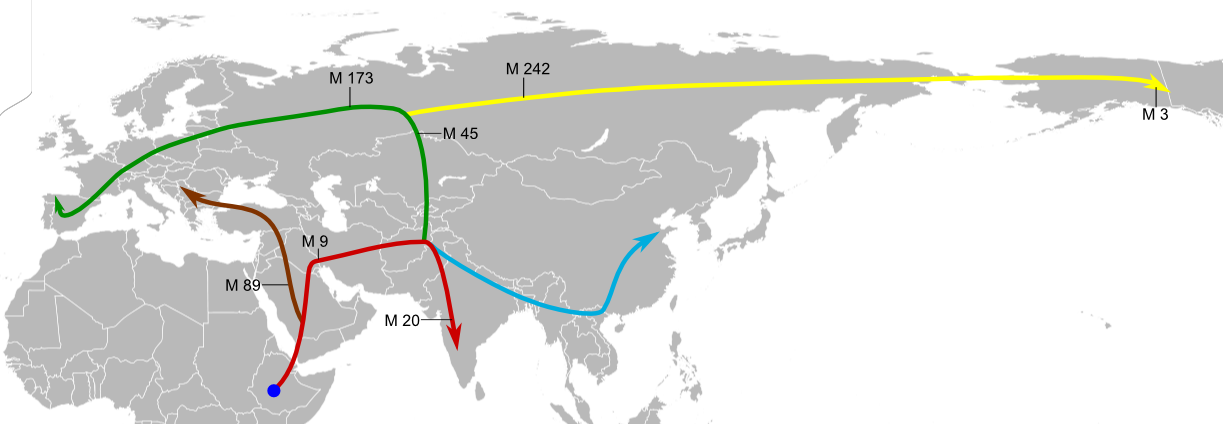
Миграции Homo sapiens около 40 тысяч лет назад

Теория африканского происхождения человека — теория антропогенеза, согласно которой ареал возникновения человека находится в Африке. В настоящее время является наиболее признанной в науке, поскольку подтверждается независимыми друг от друга данными различных научных дисциплин. К настоящему времени в Африке найдены останки наиболее древних гоминид. Эволюционная цепочка предков человека и древних видов людей из африканских находок является наиболее полной. Древнейшие каменные орудия также найдены в Африке. Кроме того, в Африке обнаружены останки древнейших людей современного типа и их непосредственных предков. В Африке возник как род Homo, так и, значительно позже, наш современный вид человека — Homo sapiens. Африканское происхождение человека подтверждают также данные генетических исследований.
Концепции африканского происхождения человека противопоставлены в настоящее время маргинальные или псевдонаучные гипотезы внеафриканского и мультирегионального происхождения человека. Концепция внеафриканского происхождения человека противоречит всей сумме современных данных палеонтологии, антропологии и генетики по вопросу антропогенеза. В частности, ни на одном другом континенте нет настолько подробной эволюционной цепочки; нет внеафриканских находок гоминид или их орудий древнее 2 млн лет. Концепция мультирегионального происхождения человека предполагает, что предковый вид Homo erectus развился в Homo sapiens в различных регионах мира независимо, что противоречит принципам современной биологии (концепциям дивергенции и монофилии).

## Предыстория
Поиском прародины человека исследователи занимались с XIX века, которые исходили из косвенных свидетельств. Чарльз Дарвин считал прародиной человека Африку, поскольку там обитают большие человекообразные обезьяны, наиболее близкие к человеку, — горилла и шимпанзе. Многие антропологи в прошлом считали, что человек появился в Европе — наиболее изученной части света. На территории Европы к началу XX века были найдены останки кроманьонцев, неандертальцев и гейдельбергского человека. Естествоиспытатель Эрнст Геккель помещал предков современного человека на территорию Лемурии, гипотетического материка, находившегося в Индийском океане (гипотеза Лемурии позднее была опровергнута наукой). Острова Индонезии рассматривались как обломки этого континента, поэтому Эжен Дюбуа отправился туда в поисках питекантропа (гипотетического обезьяночеловека, переходного звена между обезьяной и человеком). Аргентинский палеонтолог Флорентино Амегино пытался найти предков человека среди широконосых обезьян, обитателей Южной Америки. Ряд авторов прошлого считал, что центр происхождения человека расположен там, где ныне живут так называемые «примитивные расы». В рамках полигенизма считается, что каждая из трёх больших рас («белая», «чёрная» и «жёлтая») возникла независимо в разных частях света и имеет отдельных предков среди древних обезьян.
В результате находок питекантропа на Яве, а затем — синантропа в Китае, вероятным центром антропогенеза многие, в том числе советские антропологи, стали считать Азию. Советский палеонтолог А. П. Быстров писал: «Родиной человека, несомненно, был Евразиатский материк. Здесь, в Центральной Азии, по всей вероятности там, где теперь находится пустыня Гоби, возникла та обстановка, которая обусловила появление первых обезьяно-людей».

## История

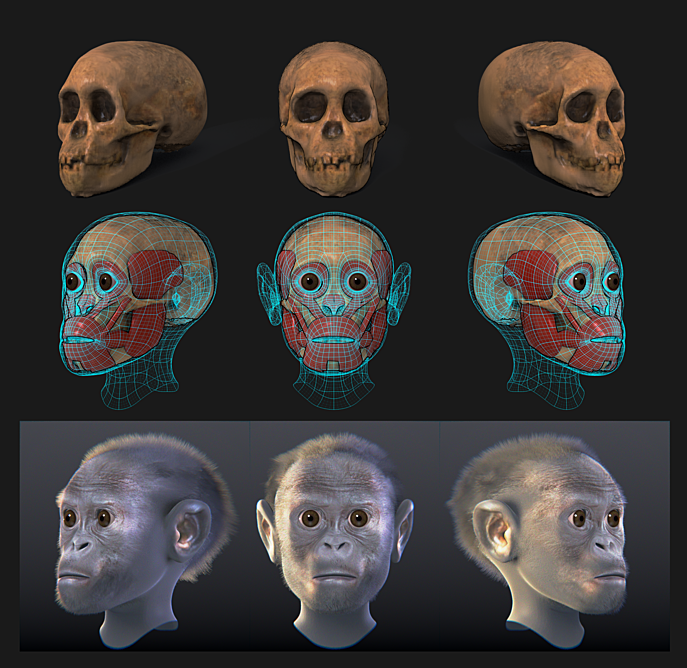
«Таунгский ребёнок», реконструкция

Первая находка австралопитека, «Таунгский ребёнок», была сделана в 1924 году в Южной Африке австралийским антропологом Раймондом Дартом. В книге «Ископаемые хроники» американский палеоневролог Дин Фальк со ссылкой на палеоантрополога Филиппа Тобайоса писала, что научный мир признал это открытие только спустя 25 лет, поскольку оно существенно противоречило представлениями того времени, в том числе идее, что колыбелью человечества является Азия; увеличение размера мозга предшествовало эволюции гоминид, как следовало из пилтдаунской находки; большинство черт «ребёнка из Таунга» могло быть объяснено его юным возрастом; геологическая датировка последнего была слишком поздней для предка человека.
Основатели гипотезы африканского происхождения человека — известные археологи — семья Лики (англ. Leakey), сделавшая открытия древних останков во второй половине XX века в Восточной Африке. Гипотеза основана на находках Homo habilis в Олдувайском ущелье (север Танзании), давших название олдувайской культуре, Homo erectus в Кооби Форе (Эфиопия), древнейшего Homo sapiens из долины Омо (Эфиопия) и австралопитека Люси в Хадаре (Эфиопия). Дальнейшие находки, а также результаты генетических исследований подтвердили африканское происхождение человека.

## Доказательства
Гоминиды, найденные на территории Африки и рассматриваемые как часть эволюционной цепочки предков современного человека:
- Sahelanthropus tchadensis, 7—6 млн лет назад
- Orrorin tugenensis, 6 млн лет назад
- Ardipithecus kadabba[англ.], 5,5 млн лет назад
- Ardipithecus ramidus, 4,4 млн лет назад
- Australopithecus anamensis, 4,2 млн лет назад — 3,0 млн лет назад
- Australopithecus afarensis, 4 млн лет назад — 2,5 млн лет назад
- Homo rudolfensis, 2,3 млн лет назад — 1,5 млн лет назад
- Homo habilis, 2,3 млн лет назад — 1,5 млн лет назад
- Homo ergaster, 1,8 млн лет назад — 1,4 млн лет назад
- Homo erectus, 1,5 млн лет назад — 400 тыс. лет назад
- Homo heidelbergensis, 800 тыс. лет назад — 130 тыс. лет назад
- Homo helmei, 500 тыс. лет назад — 130 тыс. лет назад
- Homo sapiens, 200 тыс. лет назад — современность[2]

Древнейшие каменные орудия найдены в Гона (Эфиопия) и датируются 2,6 млн лет назад. Археологические находки за пределами Африки моложе 2 млн лет.
На основании образцов ДНК исследователями было реконструировано родословное дерево человечества. Согласно генетическим исследованиям, раньше других отделилась ветвь, содержащая только африканские группы. Генетическое разнообразие убывает по мере удаления от Африки, поскольку группа Homo sapiens, которая в древности покинула африканский континент, обладала только частью африканского генофонда.

## Появление за пределами Африки
Некоторые эксперты полагают, что современные Homo sapiens за пределами Африки в основном происходят не от той популяции, которая проникла в Азию «северным путём» по Нильскому коридору около 120 тысяч лет назад, а от другой группы выходцев из Африки, которая покинула родной материк «южным путём», то есть перебралась через Баб-эль-Мандебский пролив в Южную Аравию и затем расселялась вдоль побережья Индийского океана на восток.
Генетические исследования популяций Сахула в сравнении с исследованиями других современных человеческих популяций показали, что йоруба разделились с папуасами Новой Гвинеи ок. 90 тыс. л. н., а с остальными евразийскими популяциями — 75 тысяч лет назад, что свидетельствует в пользу гипотезы о том, что «исход из Африки» происходил дважды — около 120 тысяч лет назад (xOoA) и около 80 тысяч лет назад (OoA).

## В массовом сознании
Первые находки австралопитеков в Африке были восприняты многими негативно.
Африканское происхождение человека отрицается некоторыми представителями массовой аудитории, в первую очередь сторонниками ряда националистических и расистских взглядов.
Популярной является идея, что человек не станет расселяться с юга на север, поскольку на севере — более тяжёлые природно-климатические условия. Подобные утверждения используются для обоснования псевдонаучных идей о миграциях в направлении, обратном (с севера на юг) установленному наукой. Это считается доказательством существования древних северных цивилизаций типа Гипербореи, зарождения «белой расы» на севере и последующих миграций её на юг — в эзотерике и ряде других течений. Согласно научным данным, ранние миграции человека были направлены преимущественно с юга на север. Вопреки популярным представлениям, эти миграции не были единомоментным массовым переселением на большое расстояние. Расселение людей по планете происходило в течение тысячелетий небольшими группами с перемещением на относительно небольшое расстояние в период жизни одного поколения. Причинами переселения, в том числе на север, были миграции вслед за дичью и конкуренция с соседями, поскольку на юге население больше и борьба за ресурсы более острая.

## Дирингская культура
На территории Якутии, у ручья Диринг-Юрях, впадающего в Лену (сейчас — на территории природного парка «Ленские столбы»), обнаружена археологическая культура, датируемая разными исследователями от 250—300 тысяч до 1,5—3 млн лет (последняя датировка соответствует возрасту первых стоянок гоминидов, обнаруженных в Олдувайском ущелье). Культура представлена архаичными орудиями труда, сходными с орудиями древнейших гоминидов, однако сами скелеты обнаружены не были. До настоящего времени точная датировка артефактов и сам факт антропогенного, а не геологического их происхождения являются предметом споров.